# استفانی دلسون
استفانی دلسون (انگلیسی: Stefanie Dolson؛ زادهٔ ۸ ژانویهٔ ۱۹۹۲) بازیکن بسکتبال زن اهل ایالات متحده آمریکا است.
وی در مسابقات کشوری و بین‌المللی در مجموع برندهٔ ۱ مدال طلا شده‌است.